# Liste der Bodendenkmäler in Irlbach
Auf dieser Seite sind die Bodendenkmäler in der niederbayerischen Gemeinde Irlbach zusammengestellt. Diese Tabelle ist eine Teilliste der Liste der Bodendenkmäler in Bayern. Grundlage ist die Bayerische Denkmalliste, die auf Basis des Bayerischen Denkmalschutzgesetzes vom 1. Oktober 1973 erstmals erstellt wurde und seither durch das Bayerische Landesamt für Denkmalpflege geführt wird. Die folgenden Angaben ersetzen nicht die rechtsverbindliche Auskunft der Denkmalschutzbehörde.

## Bodendenkmäler in Irlbach
| Lage       | Objekt                                                                                       | Akten-Nr.     | Bild |
| ---------- | -------------------------------------------------------------------------------------------- | ------------- | ---- |
| (Standort) | Siedlung vor- und frühgeschichtlicher Zeitstellung.                                          | D-2-7142-0142 |      |
| (Standort) | Siedlung vor- und frühgeschichtlicher Zeitstellung.                                          | D-2-7142-0144 |      |
| (Standort) | Siedlung vor- und frühgeschichtlicher Zeitstellung.                                          | D-2-7142-0145 |      |
| (Standort) | Siedlungen der Linearbandkeramik, des Mittelneolithikums (Stichbandkeramik)                  | D-2-7142-0151 |      |
| (Standort) | Siedlung und Bestattungsplatz der Linearbandkeramik, Siedlungen des Mittelneolithikums       | D-2-7142-0153 |      |
| (Standort) | Reihengräber des frühen Mittelalters.                                                        | D-2-7142-0154 |      |
| (Standort) | Siedlung und Grabenwerk der Linearbandkeramik, Siedlung des Mittelneolithikums               | D-2-7142-0155 |      |
| (Standort) | Verebnetes Grabenwerk vor- und frühgeschichtlicher Zeitstellung.                             | D-2-7142-0160 |      |
| (Standort) | Verebnete Grabhügel vorgeschichtlicher Zeitstellung.                                         | D-2-7142-0161 |      |
| (Standort) | Siedlungen vor- und frühgeschichtlicher Zeitstellung, u. a. der Linearbandkeramik            | D-2-7142-0162 |      |
| (Standort) | Siedlung vor- und frühgeschichtlicher Zeitstellung.                                          | D-2-7142-0164 |      |
| (Standort) | Verebneter Grabhügel vorgeschichtlicher Zeitstellung.                                        | D-2-7142-0167 |      |
| (Standort) | Verebneter Grabhügel vorgeschichtlicher Zeitstellung.                                        | D-2-7142-0168 |      |
| (Standort) | Verebneter Grabhügel vorgeschichtlicher Zeitstellung.                                        | D-2-7142-0169 |      |
| (Standort) | Verebnetes Grabenwerk und Siedlung vor- und frühgeschichtlicher Zeitstellung                 | D-2-7142-0171 |      |
| (Standort) | Untertägige mittelalterliche und frühneuzeitliche Befunde im Bereich der Kath. Pfarrkirche   | D-2-7142-0373 |      |
| (Standort) | Körpergräber der späten Glockenbecherkultur und Siedlungen vor- und frühgeschichtlicher Zeit | D-2-7142-0380 |      |
| (Standort) | Siedlungen des Jungneolithikums (Münchshöfener und Altheimer Gruppe).                        | D-2-7142-0414 |      |
| (Standort) | Siedlung vor- und frühgeschichtlicher Zeitstellung.                                          | D-2-7142-0444 |      |
| (Standort) | Untertägige mittelalterliche und frühneuzeitliche Befunde                                    | D-2-7142-0446 |      |
| (Standort) | Untertägige mittelalterliche und frühneuzeitliche Befunde im Bereich der Kath Kirche         | D-2-7142-0448 |      |